# Поцелуй (фильм, 2022)
«Поцелуй» (дат. Kysset) — фильм датского кинорежиссёра Билле Аугуста, снятый по роману Стефана Цвейга «Нетерпение сердца». Премьера фильма состоялась 15 октября 2022 года на Варшавском кинофестивале.

## Сюжет
Дания накануне Первой мировой войны. Молодой офицер Антон знакомится с юной Эдит. Она наследница большого состояния. Светское общество не принимает этот роман.

## В ролях
- Эсбен Смед — Антон, лейтенант-кавалерист[4]
- Клара Росагер — Эдит
- Ларс Миккельсен — барон[5]
- Давид Денсик — доктор Фабер
- Розалинд Мюнстер — Анна, кузина Эдит

## О фильме
Действие экранизации перенесено из Австро-Венгрии в Данию.

## Восприятие
Фильм был отмечен номинацией на Приз зрительских симпатий датской национальной кинопремии «Роберт».
Автор La Rivista del cinematografo Давиде Дзаццини посчитал фильм Аугуста «антимилитаристским до глубины души и сентиментальным только с первого взгляда». Наталия Григорьева («Независимая газета») отмечает: «Исторические декорации и костюмы, к счастью, не превращают картину в застывший памятник давно ушедшей эпохи или кондовую экранизацию классической литературы. Фильм выглядит живым, даже современным — по крайней мере по смыслам и интонациям». По мнению критика «Сеанса» Алексея Васильева, «в кратком пересказе это звучит как гусарский анекдот, „Большие манёвры“. Однако Цвейг, а вслед за ним Аугуст, разворачивают психические покровы персонажей аккуратными движениями хирурга. Дают присмотреться, оправиться от шока, привыкнуть к новой глубине вскрытия, чтобы резать дальше».